# Seichenkopf
Le Seichenkopf est une montagne qui s’élève à 1 864 m d’altitude dans les Alpes d'Allgäu, en Autriche.